# Pseudonomoneura nelsoni
Pseudonomoneura nelsoni är en tvåvingeart som beskrevs av Fitzgerald och Boris C. Kondratieff 1995. Pseudonomoneura nelsoni ingår i släktet Pseudonomoneura och familjen Mydidae.
Artens utbredningsområde är Kalifornien. Inga underarter finns listade i Catalogue of Life.